# Ernest Mallafré i Planella
Ernest Mallafré i Planella (Barcelona, 1922 - Espot, Pallars Sobirà, 31 de desembre de 1946) va ser un escalador i esquiador català.
Conegut com a "Malla" va ser un dels introductors de l'escalada a Catalunya després de la Guerra Civil. Fou membre fundador i primer president del Grup Especial d'Escalada del Club Excursionista de Gràcia, i membre del Centre Acadèmic d'Escalada (CADE). També es va implicar amb els grups d'escalada del Club Muntanyenc Barcelonès i del Centre Excursionista de Catalunya (CEC). Com a escalador, al massís de Montserrat fa les seves primeres ascensions, a la Bola de la Partió el 1940, al Gerro i al Rave el 1941, i a la Nina el 1942. Fou el primer a escalar la punta més alta del Mallo Firé, anomenada punta Mallafré, dels Mallos de Riglos (1942), a Osca. Com a esquiador, guanyà el Campionat de Catalunya d'esquí per equips (1946). El 1946 va rebre la medalla de la Federació Espanyola de Muntanyisme. Col·laborador habitual de la revista del seu club, el 1948 es va publicar l'obra pòstuma Escalada, un manual clau per al desenvolupament del muntanyisme català i espanyol. El 1975 es va inaugurar el refugi Ernest Mallafré, molt a prop d'on va perdre la vida a causa d'una allau durant el descens amb esquís del pic de Monestero, al Parc Nacional d'Aigüestortes i Estany de Sant Maurici.